# François d’Orléans-Longueville, duc de Fronsac

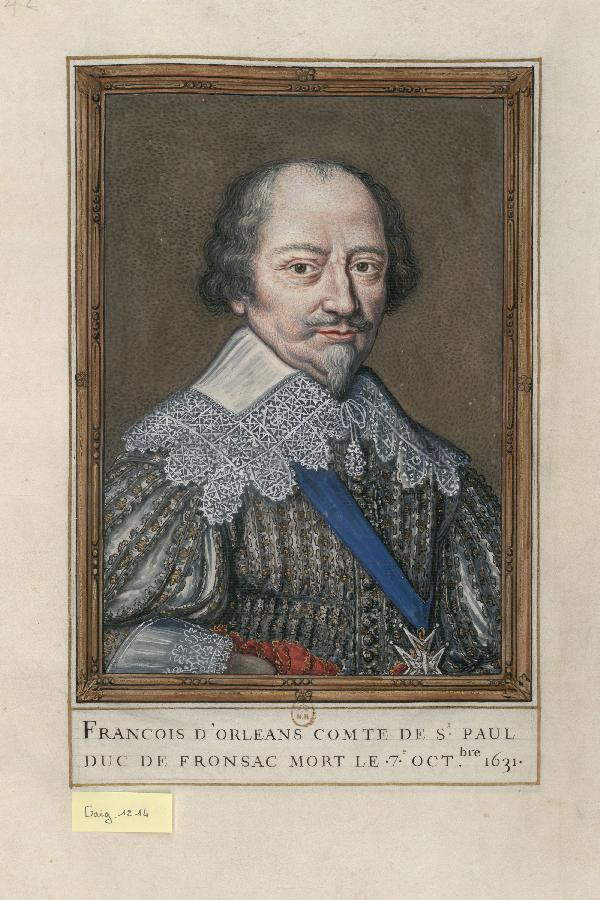
François d’Orléans, Comte de Saint-Pol, Duc de Fronsac, von Louis Boudan, fl. 1687–1709

François d’Orléans (* wohl 1570; † 7. Oktober 1631 auf Schloss Châteauneuf-sur-Loire) aus der Linie Orléans-Longueville war Graf von Saint-Pol (ab 1601), Graf von Château-Thierry und Herzog von Fronsac (ab Januar 1608), Pair von Frankreich. Zudem war er Gouverneur von Orléans, Blois, Tours und der Picardie.

## Leben
François d’Orléans war der fünfte Sohn, der zweite überlebende, von Léonor d’Orléans († 1573), 6. Herzog von Longueville, 5. souveräner Graf von Neuenburg und 9. Graf von Dunois etc., und Marie de Bourbon († 1601), 4. Herzogin von Estouteville, 4. Gräfin von Saint-Pol. Sein älterer Bruder war Henri d’Orléans († 1595), 7. Herzog von Longueville 1573, 6. souveräner Graf von Neuenburg, 10. Graf von Dunois etc., seine Schwester die Ordensgründerin Antoinette d’Orléans († 1618).
Während des Achten Hugenottenkriegs (1585–1598), wenige Wochen nach der Schlacht bei Fontaine-Française (5. Juni 1595), griffen die Spanier unter Pedro Henriquez de Acevedo und Carlos Coloma Doullens an und schlossen am 14. Juli den Belagerungsring; zehn Tage später, am 24. Juli, versuchten die Franzosen unter dem Herzog von Bouillon, André-Baptiste de Brancas und François d’Orléans, die Belagerung zu beenden, wurden aber von den Spaniern geschlagen, dabei gab es 600 Tote. Brancas wurde gefangen genommen und durch einen Kopfschuss getötet. Am 31. Juli stürmten die Spanier Doullens und ermordeten die gesamte 4000 Köpfe zählende Einwohnerschaft.
Am 7. Dezember 1595 wurde François d’Orléans in den Orden vom Heiligen Geist aufgenommen. Von 1596 bis 1615 war er Gouverneur des Orléanais. 1601 folgte er seiner Mutter als Graf von Saint-Pol.
Ab dem 12. Juni 1621 war er der Oberkommandierende der königlichen Armee im Orléanais und Blésois gegen die Hugenotten, die sich nach Jargeau geflüchtet hatten und die er von dort zu vertreiben befahl. Sie kapitulierten am 22. Mai 1622, woraufhin er aufgrund ihres Versprechens, am nächsten Tag abzuziehen, einen Teil seiner Truppen entließ. In der Nacht drangen 200 Hugenotten in den Ort ein, die die Kapitulation nun verweigerten. Als der Herzog daraufhin befahl, eine Kanone aus Orléans kommen zu lassen, verjagten die Einwohner von Jargeau die Hugenotten aus dem Ort.
Vom 31. Januar 1630 bis zu seinem Tod war er Gouverneur von Touraine.

## Ehe und Familie
François d’Orléans heiratete am 5. Februar 1595 Anne de Caumont, Marquise de Fronsac, Dame de Castelnau (* 19. Juni 1574 in Gavaudan), die bereits verwitwete reiche Erbtochter von Geoffroy de Caumont, Baron de Caumont, und Marguerite de Lustrac, Marquise de Fronsac.
Als er, ein Spieler und Verschwender, damit begann, dass Vermögen seiner Frau durchzubringen, übertrug seine Schwiegermutter Jacques Nompar de Caumont, dem Neffen ihres Ehemanns, Vetter Annes und engen Freund des Königs alles, was sie von Geoffroy de Caumont erhalten hatte, und gab Jean de Vivant, dem Verwalter ihrer Güter großzügige Freiheiten. Die Dispositionen wurden sofort von François d’Orléans angegriffen, der am 1. Dezember 1597 beim Parlement von Bordeaux eine Beschwerde dazu einbrachte, die auch zugelassen wurde; Jean de Vivant erreichte jedoch, dass der Prozess vor die Chambre de l’Édit mit Sitz in Castres kam, dessen Urteil vom 18. September 1598 ihm in den meisten Punkten recht gab. Dennoch wurde François d’Orléans am 20. Mai 1599 vom König gegen den Willen seiner Schwiegermutter Caumont zurückgegeben; er nutzte die neue Situation, um Jean de Vivant als Gouverneur durch Hercule d’Argilemont zu ersetzen.
Nach zehn Jahren Ehe, am 9. März 1605, brachte Anne de Caumont in Amiens ihr einziges Kind zur Welt, Léonor d’Orléans. Im Januar 1608 wurde François d’Orléans zum Herzog von Fronsac ernannt. Am 3. September 1622 fiel Léonor d’Orléans bei der Belagerung von Montpellier und wurde in Châteaudun bestattet. Ab 1626 lebte das Ehepaar in Gütertrennung.
François d’Orléans starb am 7. Oktober 1631 in Châteauneuf-sur-Loire, wo er auch bestattet wurde. Da er keine überlebenden Nachkommen hatte, ging die Grafschaft Saint-Pol an seinen Neffen Henri II. d’Orléans-Longueville, das Herzogtum Fronsac fiel an die Krone zurück. Anne de Caumont starb am 2. Juni 1642 in Paris und wurde dort in dem von ihr gegründeten Couvent des Filles-de-Saint-Thomas-d’Aquin bestattet.